# Funayūrei

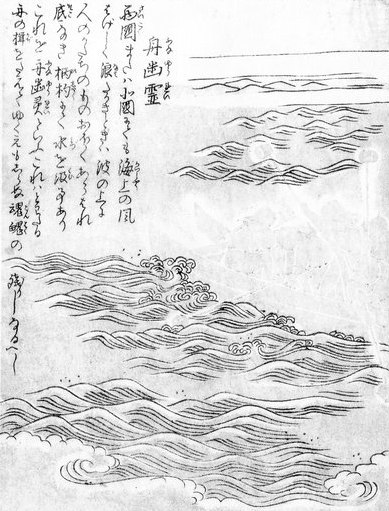
Funayūrei extrait de Konjaku Gazu Zoku Hyakki de Toriyama Sekien.

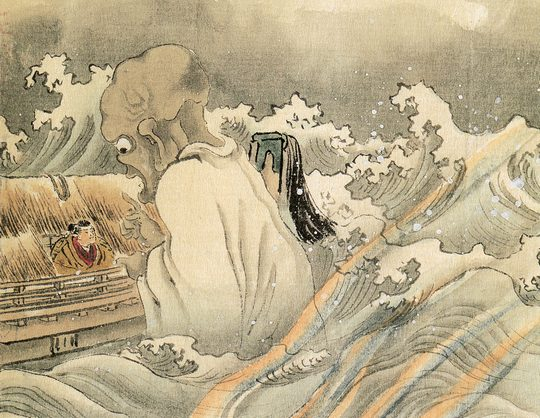
Marin et funayūrei de Kawanabe Kyōsai. Exemple de funayūrei rendu comme yōkai ayant l'apparence d'un umi-bōzu.

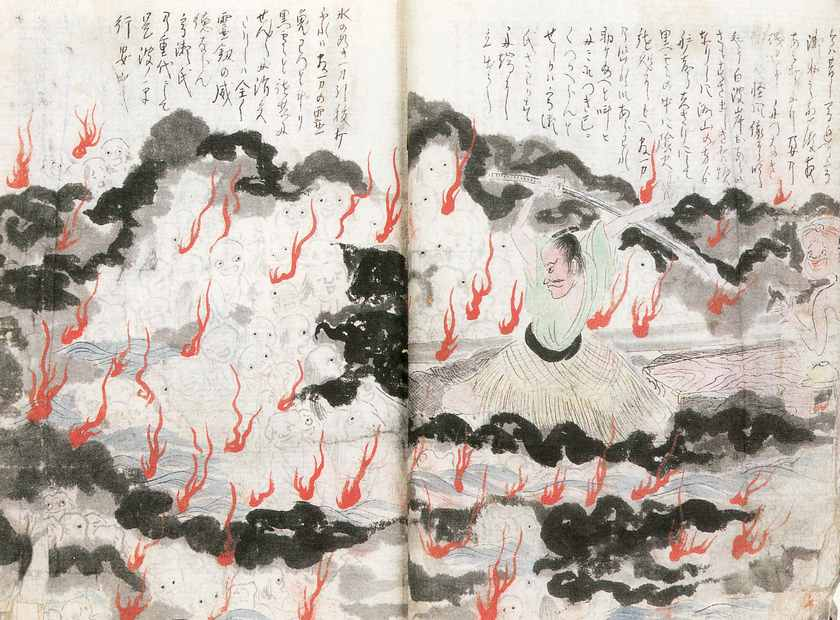
Exemple de funayūrei sous l'apparence de flammes mystérieuses. Extrait du Tosa Bakemono Ehon.

Les funayūrei (船幽霊 ou 舟幽霊, lit. « esprit de bateau ») sont des fantômes (yūrei) devenus esprits vengeurs (onryō) en mer. Transmis dans le folklore de différentes régions du Japon, ils apparaissent fréquemment dans les histoires de fantômes et écrits divers provenant de l'époque d'Edo ainsi que dans les coutumes folkloriques modernes. Dans les préfectures de Yamaguchi et Sage, ils sont appelés ayakashi.

## Légendes
Les funayūrei sont des fantômes supposés utiliser des hishaku (louches) pour remplir d'eau les bateaux et les faire couler. Ils sont censés être les restes de personnes qui ont péri dans des naufrages et tentent d'inciter les humains à les rejoindre. Selon les légendes, il existe différentes méthodes qui peuvent être utilisées pour protéger du mal qu'ils infligent, comme lancer des onigiri à la mer ou préparer un hishaku sans fond. Ils sont aussi appelés mōjabune (亡者船), bōko, ou ayakashi selon les endroits. Les umibōzu, autres étranges phénomènes en mer, sont parfois considérés être un type de funayūrei plutôt qu'un type de yōkai.
Leur apparence telle que décrite dans les légendes varie largement en fonction des endroits. Il existe des histoires qui parlent de fantômes qui apparaissent au-dessus de l'eau, de bateaux qui sont eux-mêmes fantômes (vaisseaux fantômes), de fantômes qui apparaissent sur des vaisseaux occupés ou toute combinaison de ce qui précède. Ils sont décrits apparaissant comme des umibōzu ou kaika,. Il y a de nombreuses légendes de funayūrei en mer mais ils ont également été décrits comme apparaissant dans les rivières, les lacs et les marécages des zones intérieures. Dans la préfecture de Kōchi, le kechibi, un genre d'onibi, 
est aussi parfois considéré comme étant un type de funayūrei.
Ils apparaissent souvent les jours de pluie ainsi que les nuits de nouvelle ou pleine lune et les nuits de tempête et les nuits brumeuses. Quand il apparaît sous forme de bateau, le funayūrei lui-même brille de sorte qu'il est possible de distinguer ses détails, même la nuit. En outre, en agissant le seizième jour de Bon, les morts tentent d'approcher le côté du navire et de le faire couler. Par ailleurs, lors d'une soirée très brumeuse, en essayant de conduire le navire, une falaise ou un bateau sans poulie apparaissent et la frayeur occasionnée et la tentative de les éviter entraînent le chavirage ou l'échouage sur un récif, il leur est facile de simplement pousser en avant et de faire disparaître le navire naturellement.
À part tenter de couler des navires, dans la ville d'Ōtsuki du district de Hata dans la préfecture de Kōchi, on dit qu'ils causent un mauvais fonctionnement de la boussole du bateau et dans la préfecture de Toyoma, les bateaux de pêche qui se rendent en Hokkaidō se transforment en funayūrei, amenant l'équipage à se pendre. Dans la préfecture d'Ehime, lorsque l'on rencontre un funayūrei, si l'on essaie de l'éviter en changeant le cap du bateau, le bateau s'échoue,. Aussi, dans le passé, afin d'éviter un naufrage un jour de mauvais temps, les gens allumaient un feu de joie sur la terre mais un funayūrei allumait un feu en pleine mer et induisait en erreur les bateliers, et en approchant le feu, on pouvait être avalé par la mer et se noyer.
Il existe aussi diverses légendes sur la façon de chasser un funayūrei en fonction de la région et dans la préfecture de Miyagi, quand un funayūrei apparaît, il disparaît si on arrête le bateau et regarde fixement le funayūrei pendant un certain temps. Il est également dit qu'il est bon de remuer l'eau avec un bâton. Il y a aussi diverses théories selon lesquelles il serait bon de jeter des choses dans la mer et à Kōzu-shima, ce serait des fleurs ou de l'encens, du dango, du riz lavé et de l'eau, dans la préfecture de Kōchi ce sont des cendres et 49 gâteaux au riz, à Otsuki, préfecture de Kōchi, ce sont des haricots d'été, dans la préfecture de Nagasaki, des nattes tressées, des cendres et du bois de chauffage brûlé. Également dans la préfecture de Kōchi, il est dit qu'il est possible de repousser les funayūrei en disant « Je suis Dozaemon » (わしは土左衛門だ) et affirmer être l'un des funayūrei. Dans la préfecture d'Ehime, on peut disperser les funayūrei en allumant une allumette et en la jetant.

## Classiques

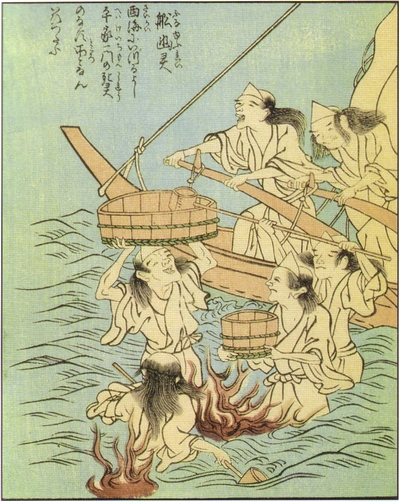
Funayūrei extrait de Ehon Hyaku monogatari de Takehara Shunsen.

Dans la collection d'histoires fantastiques Ehon Hyaku monogatari de l'époque d'Edo, les funayūrei qui apparaissent sur la mer occidentale sont les âmes des défunts du clan Taira. Il est connu que le clan Taira a disparu à l'issue de la bataille de Dan-no-ura, mais en pleine mer entre Dan-no-Ura et Mekari dans le détroit de Kanmon (Hayamoto, 早鞆), un funayūrei portant casque et armure apparaît, dit : « Donnez-moi un sceau » et s'accroche au bateau. En utilisant un hishaku, il verse de l'eau sur le bateau aussi, quand on doit traverser cette mer, faut-il le faire en préparant un bateau avec le fond ouvert et ainsi écarter le funayūrei. Une fois, un prêtre bouddhiste pris d'un sentiment de pitié pour l'esprit, lui a donné un service bouddhiste, l'amenant à disparaître.
Genrin Yamaoka, un intellectuel de l'époque d'Edo, a écrit à propos des funayūrei qui apparaissent comme des boules de feu ou fantômes en mer. Se référant à Zhu Xi et à l'école Cheng-Zhu, il évoque plusieurs exemples d'âmes de défunts morts avec ressentiment et demeurés même après l'exécution de leur vengeance et conclut : « Même lorsque quelque chose est vue par dix personnes, en raisonnant, vous pouvez également en voir parfois dans les anciens livres chinois. » (かやうの事つねに十人なみにあることには待らねども、たまたまはある道理にして、もろこしの書にもおりおり見え待る) Bien qu'il ne soit pas possible d'obtenir une prise de fumée avec ses mains, en accumulant et tachant sa main il est possible d'en tenir entre les mains[pas clair]. L'esprit (気, ki) est le début de la nature de chacun et quand l'esprit stagne, ceux qui créent une forme et produisent une voix sont appelés yūrei. En premier lieu, les esprits stagnants des fantômes désirent choir et disparaître.

## Exemples modernes
En 1954, après l'incident du Tōya Maru, le plus grand accident maritime survenu après la guerre, on a découvert sur les ferry-boats qui sont passés en commission après l'accident qu'ils portaient une étrange cicatrice sur leur hélice, fournissant un exemple d'où les rumeurs ont commencé à se répandre sur la façon dont les victimes de l'accident se sont transformées en funayūrei et ont creusé les hélices avec leurs griffes. Ce funayūrei apparaît en mer et sur terre et à Nanaehama en Hokkaidō, une rumeur veut qu'à minuit, une femme entièrement trempée apparaît chevauchant un taxi et disparaît une fois atteinte sa destination et dont la rumeur dit qu'il s'agit du fantôme du Tōya Maru. Par ailleurs, à la gare d'Aomori, les membres du personnel qui dorment dans la salle de garde de nuit se réveillent au son d'un frappement sur la vitre et voient la main de la femme complètement mouillée de l'autre côté. Ils sont saisis d'apprendre que « les victimes du Tōya Maru demandent de l'aide » et le lendemain matin, ils trouvent une note écrite sur le carreau de cette fenêtre.
En 1969, sur la mer de la préfecture de Kanagawa, on observe une figure humaine blanche et l'on entend une voix disant : « Donnez-moi s'il vous plaît un hishaku » et il est dit que les membres naufragés du yacht club de l'université veulent renflouer de l'eau[Quoi ?].

## Point de vue des folkloristes
Selon le folkloriste Hideo Hanabe, les funayūrei apparaissent au cours des soirées de vent, de pluie et d'épais brouillard, et aussi fréquemment quand le temps se détériore soudainement et, puisque les accidents se produisent plus facilement en ces moments, ces circonstances ajoutent un sens de réalité. Comme ils donnent aussi un sentiment d'étrangeté et de malaise, quelques-uns de ces étranges incidents sont insérés dans un cadre de légende, de sorte qu'on parle des fantômes et illusions comme de la réalité. Le fait qu'ils apparaissent souvent au cours de Bon fait double emploi avec celui du shōrōbune. Cependant, à la base, comme n'étant pas divinisés, il y a aussi une foi dans les esprits de ceux qui sont morts en mer et flottent autour et se transforment en funayūrei, et à Bon, à la Saint-Sylvestre et autres jours déterminés, il est interdit de pêcher ou d'aller en mer, interdit de s'approcher de la mer et interdiction de briser ces tabous.

## Théories sur leur véritable identité
Les funayūrei passent pour posséder des navires et les empêcher de bouger mais ils ont reçu à l'époque moderne une explication scientifique qui les associe à un phénomène de vagues internes. Dans la région de l'océan qui est à l'embouchure des grands fleuves par exemple, il existe des zones d'eau à faible salinité et puisque l'eau à faible salinité est relativement légère, elle stagne au niveau de la mer mais l'eau des deux côtés bouge peu et forme une délimitation. Autour de cette limite, si le bateau a une hélice, quand bien même elle tourne, l'énergie ne fait que remuer l'eau à la limite et se dépense entièrement en création de vagues internes qui empêchent le bateau de bouger. Dans les régions polaires, la glace va fondre et flotter au milieu de la mer, créant le même résultat qu'a également observé l'explorateur polaire Nansen. Il existe ainsi une hypothèse selon laquelle des ondes internes accompagnées par des changements dans la teneur en sel, la température de l'eau et la pression hydraulique entravent l'avancée du bateau,.

## Funayūreipar zone
Inadakase
Côte de la préfecture de Fukushima. Il est question de gens sur les navires qui disent « Prêtez-moi un inada » (hishaku). Un inada est un hishaku utilisé sur les bateaux, si l'on n'ouvre pas un trou dedans avant de le lui donner, il remplit soudainement le bateau d'eau et le fait couler.
L'homme en blanc, la belle princesse
Kowaura, Minamiise, préfecture de Mie. Pendant les orages, il peut dire « Prête-moi un hishaku » aux bateaux trop lents pour fuir et les coule. En prêtant un hishaku troué, il est possible de fuir et de rentrer à bon port.
Murasa
Tsumamura, district d'Oki dans la préfecture de Shimane (à présent Okinoshima). Ici, ce qui pourrait sembler être des noctiluca dans le lac est censé être une cristallisation de sel mais en la regardant fixement, la chose qui se solidifie sous une forme sphérique tout en brillant est Murasa. Si le bateau passe au-dessus d'elle, il va soudainement sombrer.
En outre, il existe des cas où, la nuit, la mer tout à coup brille mais cela est dû à ce qu'elle est possédée par Murasa, et il est dit qu'il est efficace de lier une épée ou un couteau à l'extrémité d'une perche et d'en agiter le mer à plusieurs reprises.
Yobashiri
Aishima, district d'Abu, préfecture de Yamaguchi (à présent Hagi). En enroulant une voile blanche et en la faisant courir en avant, le funayūrei courrait également le long[pas clair]. En éparpillant de la cendre et en émettant un son, il se disperserait,.
Ugome
Hirado, préfecture de Nagasaki et Goshoura-jima, préfecture de Kumamoto, entre autres endroits du Kyūshū.
Il est dit que quand un bateau est possédé son mouvement est entravé et à Hirado, un bateau à voile vient le pourchasser, même s'il n'y a pas de vent. Sur la côte ouest du Kyūshū, le funayūrei apparaît comme une illusion d'un bateau ou d'une île. Afin d'éviter cela, à Hirado il faut jeter des cendres et à Goshourajima il faut dire « Je suis en train de descendre l'ancre » (錨を入れるぞ) tout en lançant une pierre puis jeter l'ancre. Les funayūrei disparaissent si quelqu'un fume du tabac. Ils ont aussi la réputation d'apparaître en disant : « Donnez-moi un akadori (淦 取 り) », godet pour éliminer l'eau qui s'accumule au fond d'un navire), et ils coulent un navire si on ne leur donne pas un akadori dont le fond est ouvert.
Mayoibune
District d'Onga dans la préfecture de Fukuoka et dans la même préfecture Kanezaki, Munakata. Les soirs de clair de lune aux environs de la période de Bon, ils apparaissent comme des voiliers en mer. Il est dit qu'un kaika apparaît et les voix des gens peuvent être entendues,.
Mouren Yassa (亡霊ヤッサ)
District de Kaijō, Chōshi, préfecture de Chiba (de nos jours Asahi). Les jours de brouillard profond et les jours d'orage, un funayūrei apparaît aux bateaux de pêche et il est dit que l'esprit de quelqu'un qui a péri lors d'un naufrage tente d'augmenter le nombre de ses semblables. Une voix s'approche du bateau disant « Mouren, Yassa, Mouren, Yassa, tend-moi un inaga » (モウレン、ヤッサ、モウレン、ヤッサ、いなが貸せえ) et tout à coup une main vient de la mer, en disant : « Donnez-moi un hishaku » mais comme il coule le bateau si on lui tend un hishaku, il est dit que l'on doit donc donner un hishaku avec son fond ouvert. Mouren signifie « fantôme », inaga désigne un hishaku et yassa sont les cris d'encouragement utilisés en ramant sur un bateau. Dans le travail du mangaka de yōkai Shigeru Mizuki, cela est écrit « Mourei Yassan » (猛霊八惨) et à Sakaiminato dans la préfecture de Tottori, lieu de naissance de Mizuki, un festival a été créé pour apaiser ce Mourei Yassan.
Misaki (ミサキ)
Parus dans la préfecture de Fukuoka entre autres endroits, on les considère comme des espèces de funayūrei.
Namourei
Dans les légendes de Kosode, ville d'Ube du district de Kunohe dans la préfecture d'Iwate, (de nos jours Kuji), c'est un yōkai qui apparaît fréquemment avec des navires noirs et ils font une demande impossible : « Donnez-moi une pagaie par temps de tempêtes » (時化(shike)の時などに櫂(kai)をよこせ) mais il ne servirait à rien de répondre ou de leur prêter une pagaie.

## Légendes similaires hors du Japon
- Selon le Keirin manroku (桂林漫録) (écrit durant la douzième année de l'ère Kansei), il existe des écrits tels que « Les fantômes des noyés deviennent des fantômes qui chavirent les navires » (覆溺(fukuteki)して死せる者の鬼(fantômes)を覆舟鬼ということ) et « On les voit dans les écrits relatifs aux yōkai d'au-delà les mers » (海外怪妖記に見たりと) indiquant qu'il a aussi été écrit en Chine à propos de ce qui est considéré funayūrei par les Japonais. En Chine existent des légendes relatives à un phénomène appelé Kikokutan no kai (鬼哭灘の怪) où des monstres décolorés tentent de faire chavirer les navires (ils sont proches des umi-bōzu).

## Source de la traduction
- (en) Cet article est partiellement ou en totalité issu de l’article de Wikipédia en anglais intitulé « Funayūrei » (voir la liste des auteurs).